# داج چلنجر
داج چلنجر یکی از مدل‌های محبوب خودروهای کمپانی داج است که از دههٔ ۱۹۷۰ تاکنون  محبوبیت زیادی داشته‌است. داج چلنجر نام سه مدل متفاوت شرکت داج (زیر مجموعه کرایسلر) است؛ که نسل اول آن از ۱۹۷۰ تا ۱۹۷۴، نسل دوم از ۱۹۷۸ تا ۱۹۸۳ و نسل سوم از ۲۰۰۸ تا ۲۰۲۳ تولید شده‌اند.
از نمونه‌های دوج چلنجر می‌توان مدل‌های چلنجر اس‌ایکس‌تی (SXT)، چلنجر آرتی (R/T)، اسکت پک (Scat Pack )هلکت (Hellcat) و دیمن (Demon) را نام برد.
یکی از قوی‌ترین خودروهای این کارخانه چلنجر دیمن با ۸۴۰ اسب بخار و ۱۰۴۸ نیوتن بر متر گشتاور است. در چراغ‌های جلوی این ماشین دو عدد هواکش قرار گرفته که تنفس موتور ماشین را بهبود داده و باعث شده ظاهر آن جذاب‌تر و در عین حال ترسناک‌تر, همچنین از نظر جرمی کلارکسون در برابر رقیبان خود همچون فورد موستانگ و شورلت کامارو یک سرو گردن بالاتر است. 
و همچنین به جرعت میتوان گفت که این ماشین یکی از چهره های مشهور آمریکایی در تاریخ صنعت اتوموبیلرانی این کشور است 
همچنین ترکیبی از ماشین های کلاسیک و امروزی بسیار جذاب است